# Erbslöh (Familie)
Die bergische Familie Erbslöh tritt im 17. Jahrhundert in der Honschaft Erbschlö auf, einer mittelalterlichen und frühneuzeitlichen bäuerlichen Landgemeinde im bergischen Amt Beyenburg (heute überwiegend zu Wuppertal gehörend).
Erbschloe-Erbslöh-Erbslöher ist der Name der Sippe althochdeutsch arpiloh, das heißt, es sind Erben (arpi) eines Gehölzes (lôhen). Aus diesem „arpi“, im Genitiv „arpis“, wurde durch die einstämmige Kürzung „arps“ und durch die mündliche Weitergabe „erps“, „erbs“, „erbsch“.

## Träger des Namens Erbslöh
Personen:
- Adolf Erbslöh (1881–1947), deutscher Maler, Mitinitiator und Gründungsmitglied der Neuen Künstlervereinigung München (N.K.V.M), dem Vorläufer des Blauen Reiters
- Albert Erbslöh (1848–1912), Kommerzienrat und Brauereigründer in Eisenach
- Alexander Erbslöh (1854–1917), deutscher Fabrikant und Mäzen
- Carl Hugo Erbslöh (* 24. Oktober 1948), deutscher Großhandelskaufmann, Präsident des Verbandes Chemiehandel, Träger des Bundesverdienstkreuzes
- Friedrich Erbslöh (1918–1974), deutscher Neurologe und Hochschullehrer, Präsident der Deutschen Gesellschaft für Neurologie
- Joachim Erbslöh (1909–2006), deutscher Gynäkologe, Hochschullehrer und Autor
- Julius Erbslöh I. (Carl Julius Erbslöh; 1814–1880), deutscher Unternehmensgründer und Namensgeber für den Familienverband Julius Erbslöh[5]
- Julius Erbslöh II. (1842–1929), deutscher Fabrikant, Mäzen und Politiker
- Oskar Erbslöh (1879–1910), deutscher Luftfahrtpionier, Gewinner des Gordon-Bennett-Cups 1907
- Paul-Günther Erbslöh (* 18. Juni 1905 in Düsseldorf; † 18. Februar 2002), deutscher Ingenieur und Radar-Pionier, Geschäftsführer der GEMA (Gesellschaft für Elektroakustische und Mechanische Apparate GmbH), entwickelte das Radar auf deutscher Seite zur Serienreife
- Siegfried Erbslöh (1888–1968), deutscher Unternehmer

Unternehmen:
- Erbslöh Aktiengesellschaft, metallverarbeitender Betrieb, vor allem von Aluminium
- C.H. Erbslöh KG, Handelshaus für Spezialchemikalien und Industriemineralien für die Industrie, Gründungsdatum 1876, bis heute in Familienbesitz[6]
- Erbslöh Geisenheim, ehemaliges Geisenheimer Kaolinwerk, deutsches, international führendes Unternehmen der Getränketechnologie[7]
- Weingut Erbslöh, Mitglied im Verband Deutscher Prädikatsweingüter (VDP)

Sonstiges:
- Erbslöh, von Oskar Erbslöh gebautes Luftschiff, Absturz 1910
- Luftsportgruppe Erbslöh, benannt nach dem Luftfahrtpionier Oskar Erbslöh